# Allar Levandi
Allar Levandi (ur. 28 grudnia 1965 w Tallinnie) – estoński kombinator norweski reprezentujący także ZSRR, brązowy medalista olimpijski, brązowy medalista mistrzostw świata oraz dwukrotny medalista mistrzostw świata juniorów.

## Kariera
Po raz pierwszy na arenie międzynarodowej Allar Levandi pojawił się w lutym 1984 roku podczas mistrzostw świata juniorów w Trondheim, gdzie wraz z kolegami zdobył brązowy medal w sztafecie. Rok później, na mistrzostwach świata juniorów w Täsch reprezentacja ZSRR z Levandim w składzie zdobyła złoty medal. W Pucharze Świata zadebiutował 2 marca 1985 roku w Lahti, gdzie był osiemnasty w konkursie rozgrywanym metodą Gundersena. Był to jego jedyny start w sezonie 1984/1985 i wobec braku zdobytych punktów (w sezonach 1983/1984-1992/1993 obowiązywała inna punktacja Pucharu Świata) nie został uwzględniony w klasyfikacji generalnej. Pierwsze pucharowe punkty zdobył 21 grudnia 1985 roku w Tarvisio, zajmując 13. miejsce w Gundersenie. W sezonie 1985/1986 startował jeszcze pięciokrotnie, najlepszy wynik osiągając 18 stycznia 1986 roku w Murau, gdzie był piąty. W klasyfikacji generalnej zajął ostatecznie 13. miejsce.
Przełom w jego karierze nastąpił w sezonie 1986/1987. Już w pierwszych zawodach cyklu - 13 grudnia 1986 roku w Canmore po raz pierwszy stanął na podium zawodów pucharowych zajmując trzecie miejsce. W pozostałej części sezonu czterokrotnie plasował się w czołowej dziesiątce, na podium stając jeszcze 30 grudnia 1986 roku w Oberwiesenthal. W klasyfikacji generalnej dało mu to szóstą pozycję. Na mistrzostwach świata w Oberstdorfie w 1987 roku wspólnie z Siergiejem Czerwiakowem i Andriejem Dundukowem wywalczył brązowy medal w rywalizacji sztafet. Po skokach zajmowali czwarte miejsce, jednak na trasie biegu zdołali wyprzedzić reprezentantów NRD i zdobyć brązowe medale. Indywidualnie Levandi awansował z 21. pozycji, którą zajmował po skokach na czwarte miejsce na mecie biegu. Uzyskał drugi czas biegu, lecz walkę o brązowy medal przegrał z reprezentantem RFN Hermannem Weinbuchem.
W zawodach pucharowych sezonu 1987/1988 pojawił się tylko dwa razy, przy czym punkty zdobył tylko 25 marca 1988 roku w Rovaniemi, gdzie był jedenasty. W klasyfikacji generalnej zajął 21. miejsce. Mimo to w lutym 1988 roku wystartował na igrzyskach olimpijskich w Calgary, gdzie osiągnął jeden z największych sukcesów swojej kariery. Konkurs skoków w zawodach indywidualnych ukończył na czwartym miejscu i do prowadzącego Austriaka Klausa Sulzenbachera tracił nieco ponad minutę. Na trasie biegu zdołał wyprzedzić biegnącego przed nim Huberta Schwarza z RFN i zdobył tym samym brązowy medal. Sztafeta radziecka nie ukończyła rywalizacji.
Levandi punktował we wszystkich startach w sezonie 1988/1989. Czterokrotnie znajdował się pierwszej dziesiątce, jednak na podium stanął tylko raz - 11 marca 1989 roku w Falun był trzeci. Sezon ten zakończył na siódmym miejscu. Podczas mistrzostw świata w Lahti w 1989 roku Allar nie zdobył medalu. W zawodach drużynowych po skokach zajmował wspólnie z kolegami drugie miejsce, tracąc do prowadzących Austriaków nieco ponad 2 minuty. W biegu reprezentanci ZSRR zdołali wyprzedzić liderów, jednak sami zostali wyprzedzeni przez Norwegów, Szwajcarów i reprezentację NRD. Ostatecznie więc nie zdobyli medalu, tracąc do podium 23 sekundy. W zawodach indywidualnych Levandi był dopiero dwudziesty. Na trasie biegu zanotował spory awans i rywalizację ukończył na ósmej pozycji.
Najlepsze wyniki Estończyk osiągnął w sezonie 1989/1990. Wszystkie pucharowe starty kończył w pierwszej szóstce, a na podium stanął siedmiokrotnie. Był kolejno: drugi 16 grudnia w Sankt Moritz i 6 stycznia w Reit im Winkl, trzeci 14 stycznia w Saalfelden am Steinernen Meer i 10 lutego w Leningradzie, drugi 17 lutego w Štrbskim Plesie i 2 marca w Lahti oraz ponownie trzeci w 9 marca 1990 roku w Örnsköldsvik. W klasyfikacji generalnej był drugi za Klausem Sulzenbacherem, a przed Knutem Tore Apelandem z Norwegii. Kolejny sezon był słabszy, mimo sześciu miejsc w czołowej dziesiątce ani razu nie stanął na podium i ostatecznie został sklasyfikowany na piątej pozycji. Mistrzostwa świata w Val di Fiemme w 1991 roku nie przyniosły mu medalu. W konkursie indywidualnym awansował z siódmego miejsca po skokach na czwarte na mecie biegu. Na metę Levandi wpadł równocześnie z Sulzenbacherem i jego rodakiem Klausem Ofnerem i to właśnie z nimi przegrał walkę o medale. Sulzenbacherowi, który wyprzedził Estończyka o 0,6 sekundy przypadł srebrny medal, a Ofner zdobył brąz, wyprzedzając Allara o zaledwie 0,4 sekundy. W sztafecie reprezentanci ZSRR zajęli ósmą pozycję.
Najważniejszym punktem sezonu 1991/1992 były igrzyska olimpijskie w Albertville w lutym 1992 roku. Levandi, reprezentujący już Estonię konkurs indywidualny ukończył na szóstym miejscu, choć w skokach był czternasty. W sztafecie Estończycy uplasowali się na dziewiątej pozycji, wyprzedzając między innymi sztafetę Wspólnoty Niepodległych Państw. W rywalizacji pucharowej jego najlepszymi wynikami było dwukrotne wywalczenie czwartego miejsca. W pozostałych startach zajmował miejsca poza czołową dziesiątką i w klasyfikacji generalnej zajął 13. miejsce. Ostatni raz na podium stanął 12 grudnia 1992 roku w Courchevel, gdzie był drugi. Jeszcze czterokrotnie znalazł się w pierwszej dziesiątce i sezon 1992/1993 ukończył na piątej pozycji. Na mistrzostwach świata w Falun w 1993 roku indywidualnie zajął 25. miejsce, a w sztafecie był dziewiąty.
W lutym 1994 roku brał udział w igrzyskach olimpijskich w Lillehammer. Wspólnie z kolegami zajął tam czwarte miejsce w sztafecie. Na tej pozycji znaleźli się już po skokach, jednak strata nieco ponad dwóch minut do zajmujących trzecie miejsce Szwajcarów okazała się zbyt duża, by nawiązać walkę o podium. Rywalizację w zawodach indywidualnych Levandi zakończył na dwunastej pozycji. W zawodach pucharowych czterokrotnie znalazł się w czołowej dziesiątce, ale na podium nie stanął. Jego najlepszym wynikiem było czwarte miejsce w Sankt Moritz. W klasyfikacji generalnej zajął dziesiąte miejsce. Ostatni oficjalny występ zanotował 19 marca 1994 roku w Thunder Bay, gdzie był dwudziesty w Gundersenie. W 1994 roku zakończył karierę.
Po zakończeniu kariery sportowej rozpoczął pracę trenerską. W sezonie 2001/2002 był trenerem estońskiej reprezentacji narodowej w kombinacji norweskiej. Trenował m.in. Jensa Salumäe i Tambeta Pikkora. Jego żoną jest była łyżwiarka figurowa Anna Kondraszowa.

## Osiągnięcia

### Igrzyska olimpijskie
| Miejsce | Dzień     | Rok  | Miejscowość | Konkurencja             | Wynik zwycięzcy | Strata   | Zwycięzca           |
| ------- | --------- | ---- | ----------- | ----------------------- | --------------- | -------- | ------------------- |
| 3.      | 28 lutego | 1988 | Calgary     | Gundersen K-90/15 km    | 38:16,8         | +1:04,3  | Hippolyt Kempf      |
| 6.      | 12 lutego | 1992 | Albertville | Gundersen K-90/15 km    | 44:28,1         | +1:34,1  | Fabrice Guy         |
| 9.      | 24 lutego | 1992 | Albertville | Sztafeta K-90/3 × 10 km | 1:23:36,6       | +9:40,4  | Japonia             |
| 4.      | 17 lutego | 1994 | Lillehammer | Sztafeta K-90/3 × 10 km | 1:21.51,8       | +10:15,6 | Japonia             |
| 12.     | 19 lutego | 1994 | Lillehammer | Gundersen K-90/15 km    | 39:07,9         | +5:13,0  | Fred Børre Lundberg |

### Mistrzostwa świata
| Miejsce | Dzień     | Rok  | Miejscowość   | Konkurencja             | Wynik zwycięzcy | Strata     | Zwycięzca           |
| ------- | --------- | ---- | ------------- | ----------------------- | --------------- | ---------- | ------------------- |
| 4.      | 13 lutego | 1987 | Oberstdorf    | Gundersen K-90/15 km    | 423,80 pkt      | -3,52 pkt  | Torbjørn Løkken     |
| 3.      | 14 lutego | 1987 | Oberstdorf    | Sztafeta K-90/3 × 10 km | 1261,94 pkt     | -25,24 pkt | RFN                 |
| 8.      | 18 lutego | 1989 | Lahti         | Gundersen K-90/15 km    | 37:10,7         | +3:57,2    | Trond Einar Elden   |
| 4.      | 24 lutego | 1989 | Lahti         | Sztafeta K-90/3 × 10 km | 1:24:21,7       | +2:11,8    | Norwegia            |
| 4.      | 7 lutego  | 1991 | Val di Fiemme | Gundersen K-90/15 km    | 41:00,6         | +1:11,7    | Fred Børre Lundberg |
| 8.      | 8 lutego  | 1991 | Val di Fiemme | Sztafeta K-90/3 × 10 km | 1:21:22,5       | +6:17,4    | Austria             |
| 25.     | 18 lutego | 1993 | Falun         | Gundersen K-90/15 km    | 46:47,5         | +8.19,2    | Kenji Ogiwara       |
| 9.      | 19 lutego | 1993 | Falun         | Sztafeta K-90/3 × 10 km | 1:19:25,7       | +17.07,2   | Japonia             |

### Mistrzostwa świata juniorów
| Miejsce | Dzień     | Rok  | Miejscowość | Konkurencja              | Wynik zwycięzcy | Strata | Zwycięzca |
| ------- | --------- | ---- | ----------- | ------------------------ | --------------- | ------ | --------- |
| 3.      | 4 lutego  | 1984 | Trondheim   | Drużynowo K-90/3 × 10 km | ?               | ?      | NRD       |
| 1.      | 12 lutego | 1985 | Täsch       | Drużynowo K-90/3 × 10 km | ?               | -      | -         |

### Puchar Świata

#### Miejsca w klasyfikacji generalnej
- 1985/1986 – 13.
- 1986/1987 – 6.
- 1987/1988 – 21.
- 1988/1989 – 7.
- 1989/1990 – 2.
- 1990/1991 – 5.
- 1991/1992 – 13.
- 1992/1993 – 5.
- 1993/1994 – 10.

#### Miejsca na podium chronologicznie
| Nr  | Data             | Miejscowość                   | Konkurencja         | Wynik zwycięzcy | Pozycja | Strata     | Zwycięzca           |
| --- | ---------------- | ----------------------------- | ------------------- | --------------- | ------- | ---------- | ------------------- |
| 1.  | 13 grudnia 1986  | Canmore                       | Gundersen K90/15 km | ?               | 3.      | ?          | Torbjørn Løkken     |
| 2.  | 30 grudnia 1986  | Oberwiesenthal                | Gundersen K90/15 km | 429,250 pkt     | 2.      | -8,775 pkt | Hippolyt Kempf      |
| 3.  | 11 marca 1989    | Falun                         | Gundersen K90/15 km | ?               | 3.      | +29,2      | Trond Einar Elden   |
| 4.  | 16 grudnia 1989  | Sankt Moritz                  | Gundersen K90/15 km | ?               | 2.      | +13,3      | Hippolyt Kempf      |
| 5.  | 6 stycznia 1990  | Reit im Winkl                 | Gundersen K90/15 km | ?               | 2.      | ?          | Klaus Sulzenbacher  |
| 6.  | 14 stycznia 1990 | Saalfelden am Steinernen Meer | Gundersen K90/15 km | ?               | 3.      | +32,2      | Klaus Sulzenbacher  |
| 7.  | 10 lutego 1990   | Leningrad                     | Gundersen K90/15 km | 420,920 pkt     | 3.      | -2,080 pkt | Fred Børre Lundberg |
| 8.  | 17 lutego 1990   | Štrbské Pleso                 | Gundersen K90/15 km | ?               | 2.      | ?          | Klaus Sulzenbacher  |
| 9.  | 2 marca 1990     | Lahti                         | Gundersen K90/15 km | ?               | 2.      | +6,7       | Knut Tore Apeland   |
| 10. | 9 marca 1990     | Örnsköldsvik                  | Gundersen K90/15 km | ?               | 3.      | +53,6      | Klaus Sulzenbacher  |
| 11. | 12 grudnia 1992  | Courchevel                    | Gundersen K90/15 km | ?               | 2.      | +1:24,0    | Kenji Ogiwara       |

## Odznaczenia
- Order Estońskiego Czerwonego Krzyża III Klasy – 2001[9]